# Svarthuvad uakari
Svarthuvad uakari (Cacajao melanocephalus) är en däggdjursart som först beskrevs av Alexander von Humboldt 1812. Arten ingår i släktet kortsvansapor (uakarier) och familjen Pitheciidae. IUCN kategoriserar arten globalt som livskraftig. Inga underarter finns listade.

## Utseende
Hannar är med en kroppslängd (huvud och bål) av 40 till 50 cm samt en vikt av 3 till 4 kg större än honor. Honor blir utan svans 30 till 40 cm långa och väger 2,4 till 3 kg. Svansen är hos båda kön 13 till 21 cm lång. Huvudet kännetecknas av nästan naken svart hud i ansiktet och av svart päls på huvudets topp.
Även på extremiteterna har pälsen en svart färg. Däremot är främre delen av bålen rödgul och bakre delen inklusive svansen är kastanjebrun.

## Utbredning
Denna primat förekommer i sydöstra Colombia och nordvästra Brasilien och möjligen även i angränsande regioner av Venezuela. Arten vistas där i tropiska regnskogar som ofta översvämmas.

## Ekologi
Individerna klättrar främst i träd men vistas ibland på marken för att plocka frön. Svarthuvad uakari äter även frukter, unga blad, andra växtdelar och spindeldjur.
Individerna bildar flockar med 5 till 40 medlemmar och ibland förenas olika flockar till en stor grupp av cirka 100 individer. De enskilda exemplaren kan byta flock flera gångar under livet. Svarthuvad uakari bildar även blandade flockar med andra primater. Fiskar av gruppen pacu äter primatens avföring när den hamnar i vattnet. Därför följer Amazondelfiner (Inia geoffrensis) efter primatens flockar för att komma åt fiskarna.
Strider mellan flockens medlemmar är sällsynta och inte allvarliga. Honor parar sig allmänt vartannat år. Flera exemplar levde 18 år.